# Імміграція до Швеції

Іммігранти і емігранти, Швеція 1850-2007

Імміграція до Швеції - процес поповнення населення Швеції приїжджими з-за кордону. 
Протягом всієї історії Швеції демографічна картина характеризувалася імміграційними та еміграційними процесами. У XIX столітті відбувалася масова еміграція шведів в США, Канаду, Австралію, а після Другої світової війни Швеція починає активно приймати спочатку трудових мігрантів з інших країн Скандинавії, з Італії, Греції, Югославії, Туреччині, а потім і біженців з країн Близького Сходу, Африки, Балкан та колишнього СРСР. 
Останнім часом до Швеції щорічно мігрують близько 150 тисяч осіб на рік. Вони прибувають переважно з Сирії, Еритреї, Польщі, Іраку, Індії, Сомалі, Афганістану, Фінляндії, Німеччини, Великої Британії. 
З 132,7 тисячі видів на проживання, виданих Державним міграційним бюро Швеції в 2018 році, 33,8% мали підставою возз'єднання сім'ї, 30,9% - роботу в країні, 18,9% - надання притулку, 10,6% - навчання. 5,4% були видані громадянам ЄС / ЄЕС. 
Імміграція має істотний вплив на демографію Швеції, забезпечуючи стабільний приріст населення, а також робить шведське суспільство, в культурному плані ще в ХХ столітті досить однорідне, більш інтернаціональним і мультикультурним. Так, за станом на 31 грудня 2018 року із 10,2 млн людей, що проживають в Швеції, 930 тисяч (9,1%) були громадянами інших країн. 1,1 млн шведських громадян народилися за кордоном. У 2,5 млн осіб (24,9% від загальної чисельності населення країни) - іноземне коріння (тобто вони або обидва їх батьки народилися за кордоном)  .       

## Історія

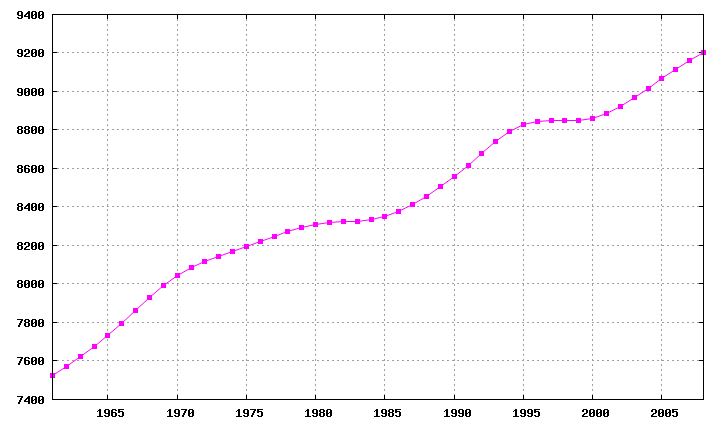
Населення Швеції з 1961 по 2003 рр. Населення збільшилося з 7,5 до 8,3 млн в 60-і і 70-і роки ХХ ст. Після періоду стагнації на початку 80-х населення продовжило зростання з 8,3 до 8,8 млн з 1987 року по 1997 рік до наступної фази стагнації (після якої настала чергова фаза зростання з 8,8 до 9,3 млн з 2004 року по 2010 рік).

### Середньовіччя і Новий час
Протягом всієї історії Швеція була свідком як масштабної еміграції, так і імміграції. 
Ймовірно, що нинішня територія країни була заселена ще до останнього льодовикового періоду. Сучасні шведи принаймні частково є нащадками мисливців і збирачів, які прибули туди 12-13 тисяч років тому. 
Пізніше вікінги переселялися зі Скандинавського півострова на Британські острови, північ Франції, а також освоювали східний напрямок - Новгород, Київ. Вважається, що звідти вони привозили з собою рабів  . 
Ще в Середньовіччі до Швеції почали переселятися німці з Ганзейського союзу, у XVI столітті - фіни, роми, в XVII столітті з розвитком металургії - валлони з Бельгії. Однією з основних груп іммігрантів, які почали прибувати в XVIII столітті, були євреї, а також французькі інтелектуали, філософи і діячі мистецтв   . 
Величезний вплив на історію Швеції зробила масова еміграція в США, Канаду, Південну Америку і Австралію в 1850-1930-х роках. Тоді в пошуках кращого життя, а також остерігаючись релігійних переслідувань, більше 1,5 мільйона шведів покинули країну, що становить 20% всіх чоловіків і 15% всіх жінок, народжених в кінці XIX століття  .         

### Імміграція до Швеції після Другої світової війни
Після Другої світової війни Швеція з країни емігрантів перетворюється в приймаючу мігрантів країну. 
Хоча Швеція не брала участь у Другій світовій війні, вона активно приймала біженців зі Скандинавії, а також з країн Балтії. І хоча по закінченню війни багато з них повернулися на батьківщину, багато хто залишився - особливо біженці з балтійських країн  . 
Розвиток після війни економіки, яка потребувала трудових ресурсах, став поштовхом до початку трудової імміграції до Швеції. Жителі Скандинавії, Італії, Греції, Югославії, Туреччини та інших країн їдуть туди за власною ініціативою, а також за запитом офіційних органів. 
1 липня 1969 року було створене Державне міграційне управління Швеції, що займається питаннями інтеграції та імміграції  . 
Трудова імміграція стає більш контрольованою. Для того, щоб приїхати до Швеції на роботу, претендент повинен був пред'явити запрошення на роботу, а також довести, що йому є де жити. Це значно зменшило трудову міграцію з нескандинавської країн. У той же час був знижений термін проживання в країні для отримання шведського громадянства - з семи до п'яти років  . 
Період 1980-2000-х років характеризується напливом біженців з країн Близького Сходу, а також з колишньої Югославії. Так, шведи взяли трохи більше 100 тисяч біженців з Балкан. У 1995 році Швеція вступає в ЄС (а в 2001 - приєднується до Шенгенської зони). Це збільшує кількість громадян ЄС, які приїжджають до Швеції на різні періоди  . 
Переломною в міграційній політиці стала Європейська міграційна криза 2015 року. Лише за цей рік притулку в Швеції попросили 162 877 осіб. З них понад 50 тисяч - громадяни Сирії. 
У 2016 році уряд вживає низку заходів щодо посилення законодавства про надання притулку. Якщо раніше біженцям відразу надавався дозвіл на проживання, то тепер їм видають лише тимчасовий, терміном на три роки. Також істотно обмежили можливість возз'єднання сім'ї  .               

## Сучасність

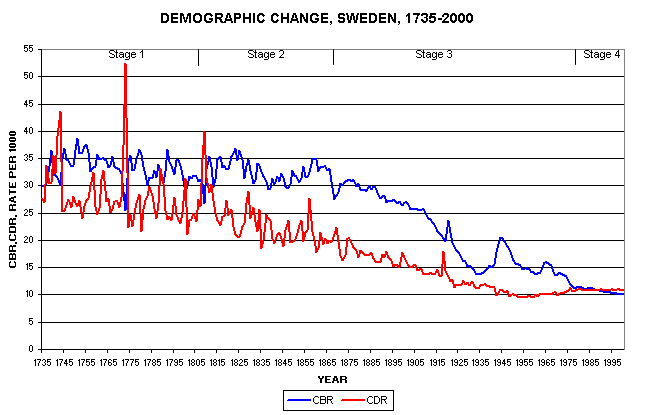
Народжуваність (блакитний колір) і смертність в Швеції на період з 1735 по 2000 рр. (оцінка). Графік свідчить про значне зростання населення з 1800 по 1970 рр. і початок скорочення населення, починаючи з 80 рр. ХХ ст.

### Діючі установи та правова база
Міграційне управління Швеції займається розглядом заявок осіб, які бажають отримати шведську посвідку на проживання або громадянство, а також клопотання про надання статусу біженця. Також вони надають житло і гроші на харчування для тих, хто просить про притулок, на час розгляду їх заявки  . 
У своїй роботі Міграційне управління керується регламентаційними актами уряду, законами, інструкціями і міжнародними договорами  . 
Основним законом, що регулює питання імміграції, є закон «Про імміграцію» ( Utlänningslag (2005: 716)  . Він встановлює правила в'їзду, виїзду, перебування і роботи іноземців в Швеції, а також їх права на притулок. 
Також в 2016 році новим тимчасовим законом обмежується можливість біженців та їх сімей отримати посвідчення на проживання в Швеції  .

### Статистика
У 2018 році вид на проживання в Швеції отримали 132 696 осіб. З них 33,8% через возз'єднання сім'ї, 30,9% - по роботі, 18,9% було надано притулок, 10,6% - приїхали на навчання. 5,4% є громадянами ЄС / ЄЕС  . 
За даними Центрального статистичного бюро в 2018 році в Швецію іммігрували 122 653 особи , а в 2017 році - 145 тисяч  . З 135 тисяч дозволів на проживання, виданих міграційними бюро за 2017 рік, 35,39% були для возз'єднання сім'ї, 26,22% - надання притулку, 23,83% по роботі, 9,9% для навчання і 3,87% - для жителів ЄС / ЄЕС  . 
У ЦСБ прогнозують, що в далекій перспективі рівень імміграції буде поступово знижуватися до позначки 100 тисяч осіб на рік  . Там також зазначають, що рівень імміграції все одно буде вище, ніж рівень еміграції. 
Якщо говорити про пострадянський простір, то в 2018 році вид на проживання в Швеції отримали 1690 громадян Росії, 360 громадян Білорусі, 2697 громадян України  (для порівняння у 2017 році вид на проживання отримали 1 689 громадян Росії, 375 громадян Білорусі, 1907 громадян України ). Причому для всіх країн більшість дозволів видано в зв'язку з роботою.       

### Демографічна картина
Станом на 31 грудня 2021 року із 10,2 млн чоловік, що проживають в Швеції, 930 тисяч (9,1%) були громадянами інших країн. 1,1 млн шведських громадян народилися за кордоном. У 2,5 млн осіб (24,9% від загальної чисельності населення країни) - іноземне коріння (тобто вони або обидва їх батьки народилися за кордоном)  . 
Мальме - одне з великих шведських міст з високою часткою проживають там мігрантів (45,9% в 2021 році). Однак деякі дрібніші муніципалітети мають навіть більшу частку жителів іноземного походження. Йдеться про Ботчирку (59,3%), Седертельє (54,3%), Гапаранда (52%) і ін. Адміністративні одиниці, де найменше мігрантів, - Пітео (7,5%), Реттвік (7,9% ), Екере (7,9%)  . У столиці Швеції Стокгольмі частка жителів іноземного походження становить 33,3% від загальної кількості населення  .   

### Порівняння з іншими країнами
Згідно з Оглядом зміни чисельності міжнародних мігрантів, підготовленим ООН, в 2017 році в Швеції перебували 1 747 710 мігрантів, що становить 17,6% від загальної кількості населення країни   . 
Цей показник трохи вище, ніж в інших країнах Європи. Так, населення Німеччини на 14,8% складається з мігрантів, Великої Британії - на 13,4%, Франції - на 12,2%. У країнах Східної Європи частина мігрантів від загального населення дещо менше: Білорусь - 11,4%, Україна - 11,2%, Росія - 7,9%, Польща - 1,7%. Якщо говорити про північноамериканський континент, в США налічується 15,3% мігрантів, а в Канаді їх число перевищує шведські показники - 21,5%   .

## Значення для суспільства
Імміграція має істотний вплив на демографію Швеції. Після Другої світової війни в Швеції, як і в інших розвинених країнах, почав знижуватися рівень народжуваності. Зараз шведи - одна з найбільш старіючих націй в світі. Іммігранти, в свою чергу, забезпечують стабільний приріст населення  . Так, наприклад, в 2018 році в Швеції народилися 115,8 тисячі дітей, а переїхали в країну 132,6 тисяч осіб   . 
Такий наплив іноземців перетворює шведське суспільство, яке ще в ХХ столітті було досить однорідно в культурному плані, в більш мультинаціональне і мультикультурне  . 
Вплив імміграції на економіку Швеції оцінюється неоднозначно. Деякі дослідники стверджують, що надання притулку біженцям створює значне навантаження на бюджет, яке не перекривають кошти, що надходять туди від цієї групи населення   . Більш того в Швеції спостерігається великий розрив в рівні зайнятості між шведами та мігрантами. Це, на думку дослідників, негативно позначається на соціальному забезпеченні в країні , а також підриває віру в державні інститути  . 
З іншого боку, мета-аналіз наукової літератури про імміграцію до Швеції свідчить про позитивний ефект цього явища для економічного зростання країни, особливо за рахунок високоосвічених мігрантів  . Більш того, на думку видання Bloomberg, саме імміграція послужила одним з ключових чинників економічного буму в Швеції в 2015 році. Зростання сфери послуг з надання допомоги рекордному числу біженців під час Європейської міграційної кризи сприяв зниженню рівня безробіття всередині країни   . 
Шведський уряд також заперечує негативний вплив імміграції на ситуацію в країні, посилаючись на факти, які свідчать: економіка знаходиться на підйомі, а рівень довгострокового безробіття - один з найнижчих в ЄС. Шведська влада також спростовує поширений стереотип, згідно з яким нібито через мігрантів в Швеції відзначається зростання злочинності  .         

### Суспільна думка
З 90-х рр. до 2010 року відношення шведів до біженців і мігрантів поліпшувалося. Соцопитування Інституту SOM ( Гетеборзький університет ) показували, що кількість шведів, які погоджувалися з тезою «Приймати менше біженців до Швеції» практично постійно падала з 61% в 1990 році до 45% в 2009  . 
Згідно з даними професора політології з Інституту SOM Марі Демкер, за останні роки шведи в цілому стали меншими ксенофобами  . Як свідчать дослідження, з твердженням «У Швеції дуже багато іноземців» погоджуються все менше людей. Так, в 1993 році з цією тезою були згодні 52% шведів, а в 2009 році ця цифра впала до 36%  . 
Опитування 2015 року показало, що 40% респондентів підтримували пропозицію продовжувати прийом біженців, в той час як 37% з них не погодилися. У свою чергу, опитування 2016 року продемонструвало зміну ставлення до біженців: 52% підтримали ідею приймати менше біженців, а 24% - навпаки  . У 2017 році ця пропорція збереглася - 53% проти 23%  . 
Однак в цілому ставлення до іноземців в Швеції залишається позитивним. Так, дослідження Університету Евле показало, що 64% шведів позитивно ставляться до того, що в суспільстві є представники різних культур  .       

### Імміграція і політика
Неоднозначне ставлення до імміграції в Швеції знаходить своє відображення в програмах політичних партій, що представляють весь плюралізм думок. Так, наприклад, ультраправа популістська партія «Шведські демократи» виступає за максимальне посилення імміграційного законодавства , тоді як Соціал-демократична партія Швеції, Партія Центру, Партія зелених і Ліва партія з деякими застереженнями підтримують ідею забезпечення права на притулок, а також залучення високоосвічених професіоналів      . 